# Ritratto della signora M. Willink-Van der Meulen
Ritratto della signora M. Willink-Van der Meulen è un dipinto del pittore olandese Carel Willink, realizzato nel 1928 e conservato presso il Gemeentemuseum Den Haag all'Aia.

## Descrizione
La donna ritratta è l'insegnante Mies van der Meulen (1900-1988), ovvero la prima delle quattro mogli del pittore. Il dipinto è uno dei primi di Willink, se non il primo stesso, a presentarci uno stile realistico e personale, in seguito alle adesioni ad astrattismo, costruttivismo, futurismo e cubismo. Questo ritratto mostra così caratteristiche che distinguerrano Willink in tutta la sua produzione successiva.
Oltre ad essere ritratta con un aspetto d'innocenza, nonostante l'abbigliamento esuberante con una volpe che fa da drappeggio attorno al collo, lo sfondo è caratteristico del realismo magico dipinto da Willink. Infatti la donna, che è seduta su un'architettura rocciosa attorniata da foglie di edera, ha dietro di sé uno scenario dominato da un mare turbinoso e oscuro, sotto un cielo nubiloso che contribuisce a rendere il paesaggio denso d'inquietudine.
La visibile attenzione che è stata data dall'artista per i dettagli dei vestiti indossati dalla moglie è un altro elemento fondamentale da osservare per distinguere la sua produzione.